# 噪反 (電影)
是一部2021年美國科幻電影，由道格·李曼執導，改編自派崔克·奈斯的2008年《噪反》小說三部曲的第一部作品《噪反I：鬧與靜》。汤姆·赫兰德、黛西·蕾德莉和麥茲·米克森主演。
《噪反》由獅門娛樂於2021年3月5日在美國上映。

## 劇情
描述距今不遠的「未來」時空，人類移居至的星球飽受「噪音菌」侵害，女人皆已滅亡，男人則可以相互竊聽彼此內心的聲音。一日，少年陶德（汤姆·赫兰德飾）竟遇見一位從天而降的神秘女孩薇拉（黛西·蕾德莉飾），兩人身處危機四伏的人類小鎮，為保衛薇拉的安危只得奔走逃亡，卻也意外發現牽動世界安危的暗黑祕密......。

## 演員
- 汤姆·赫兰德 飾 陶德·休伊特
- 黛西·蕾德莉 飾 薇拉·伊德
- 邁茲·米克森 飾 大衛·普倫蒂斯
- 達米安·畢契爾 飾 本·摩爾
- 寇特·舒特 飾 席尼·博伊德
- 尼克·強納斯 飾 小大衛·普倫蒂斯
- 大衛·歐洛沃 飾 亞倫
- 辛西婭·艾利沃 飾 希爾迪

## 製作

### 拍攝
主體拍攝在2017年8月7日位於加拿大魁北克省蒙特婁進行。電影亦於英國、蘇格蘭和冰島進行拍攝，並於2017年11月殺青。

## 發行
《噪反》原定於2019年3月1日在美國上映。2020年7月，電影延期至2021年1月22日在美國上映。之後又延期至2021年3月5日。